# نبیل بن طالب
نبیل بن طالب (زاده ۲۴ نوامبر ۱۹۹۴) بازیکن فوتبال اهل الجزایر است.